# Atelopus franciscus
Espèce
Statut de conservation UICN

 LC  : Préoccupation mineure
Atelopus franciscus est une espèce d'amphibiens de la famille des Bufonidae.

## Répartition
Cette espèce est endémique du centre de la Guyane. Elle se rencontre de 5 à 200 m d'altitude.

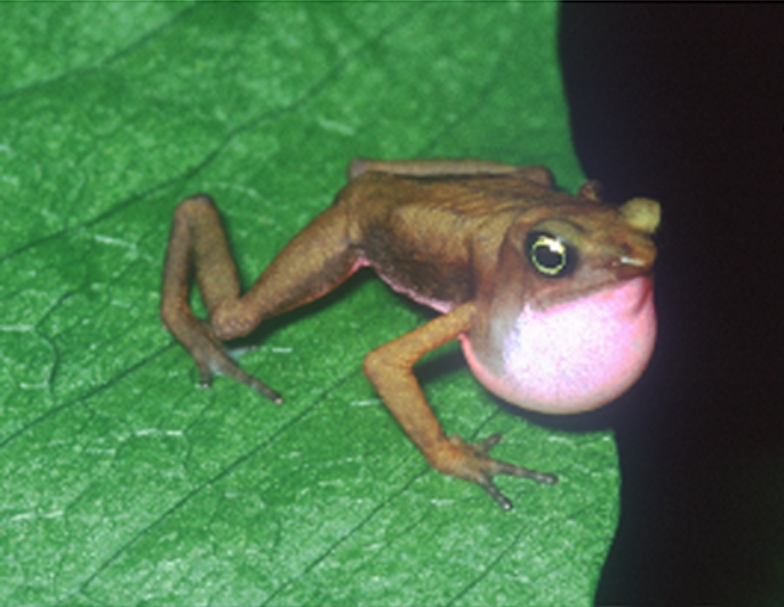
Atelopus franciscus

## Publication originale
- Lescure, 1974 : Contribution à l'étude des amphibiens de Guyane Française. 1. Notes sur Atelopus flavescens Dumeril et Bibron et description d'une nouvelle espèce. Vie et Milieu (C), vol. 23, no 1, p. 125-141.